# Stadtwerke Oelsnitz (Vogtl.)
Die Stadtwerke Oelsnitz/V. GmbH ist ein deutscher Strom- und Gaslieferant in Oelsnitz im Vogtlandkreis.
Ziel der Stadtwerke Oelsnitz eine sichere und stabile Energieversorgung, der Ausbau des Leitungsnetzes und die weitere Übernahme von städtischen Aufgaben als Beitrag zum Umweltschutz. Diese Aufgaben stehen vor dem Hintergrund der Liberalisierung des Gas- und Strommarktes.
Die Stadtwerke OELSNITZ/V. GmbH wurde am 30. Juni 1993 auf der Grundlage eines Stadtratsbeschlusses der Stadt Oelsnitz aus dem Jahre 1992 gegründet. Archivaufzeichnungen belegen jedoch eine weitaus längere Geschichte der Stadtwerke und reichen zurück bis zur Jahrhundertwende, wo ein städtisches Elektrizitätswerk und ein Städtisches Gaswerk für die Versorgung der Bevölkerung zuständig waren.
Heute – ein Jahrhundert später – werden diese Aufgaben von rund 50 Mitarbeitern der Stadtwerke OELSNITZ/V. GmbH gelöst.
Im Dezember 1993 ging das Heizhaus in Betrieb. Kurz darauf wurden die Mitarbeiter für die Fernwärmeversorgung von der Stadt Oelsnitz übernommen.
1995 wurde die Gasversorgung von der Erdgas Südsachsen GmbH übernommen sowie 1996 der Bauhof der Stadt Oelsnitz. Am 1. Juli 1998 begann die Stadtwerke Oelsnitz/V. GmbH die Versorgung ihrer Bürger mit Strom. Aber das war noch nicht alles! 1999 wurde den Stadtwerken noch die Straßenbeleuchtung sowie die Verkehrssicherung von der Stadt Oelsnitz übertragen.
Im Januar 2002 kam das Stadtbad – der heutige „Elstergarten“ – hinzu und 2003 der Hausmeisterservice und die Betreuung der Sportstätten.
2016 begann der Ausbau des Breitbandnetzes in Oelsnitz/Vogtl.
Mit Wirkung vom 1. April 2020 wurde der städtische Bauhof von der Stadtwerke Oelsnitz/V. GmbH an die Stadtverwaltung Oelsnitz/V. übergeben. Die Aufgaben Straßen- und Gehwegreinigung, Winterdienst sowie die Instandhaltung der öffentlichen Anlagen werden seither von dort koordiniert. Die insgesamt neun Mitarbeiter sowie die gesamte Technik sind weiterhin an der Adresse am Boxbachweg ansässig.
Die Ziele und Vorhaben dieser vielseitigen Aufgaben sind für die nächsten Jahre eindeutig und klar definiert: eine sichere und stabile Energieversorgung, der Ausbau des Leitungsnetzes und als Tochtergesellschaft der Stadt Oelsnitz/Vogtl. die weitere Übernahme von städtischen Aufgaben als Beitrag zum Umweltschutz.
All diese Aufgaben stehen vor dem Hintergrund der Liberalisierung des Gas- und Strommarktes.
Der Erfolg im voranschreitenden liberalisierten Markt erfordert Innovationen, denn nichts ist so stark wie eine Idee, deren Zeit gekommen ist.

## Leistungsspektrum

Logo der Vogtland-Energie

### Vogtland-Energie

#### Stromnetz in Oelsnitz
Mit der Liberalisierung des Energiemarktes haben die Stadtwerke die Möglichkeit bekommen, den Strom auch außerhalb des eigenen Netzgebietes anzubieten. Die Stadt Oelsnitz wird über ein Verteilnetz von ca. 73 km Mittelspannungs- und 115 km Niederspannungskabel mit Elektroenergie versorgt; 80 Trafostationen dienen zur Stromversorgung aller Oelsnitzer Bürger sowie der Gewerbe- und Industriebetriebe; insgesamt werden rund 8.500 Kunden versorgt. Die Photovoltaikanlagen am Freibad Elstergarten und in der Mittelschule Oelsnitz produzieren außerdem umweltfreundlich einen Teil des Stroms.
Strukturmerkmale des Stromverteilnetzes
Stand: 31. Dezember 2012
| Strukturmerkmal                        | MS         | MS/NS      | NS         |
| -------------------------------------- | ---------- | ---------- | ---------- |
| Stromkreislänge Kabel                  | 86,823 km  | -          | 131,455 km |
| Stromkreislänge Freileitungen          | 5,018 km   | -          | 65,278 km  |
| Installierte Leistung der Umspannebene | -          | 27.095 kVA | -          |
| Entnommene Jahresarbeit                | 89.949 MWh | 27.204 MWh | 26.839 MWh |
| Anzahl der Entnahmestellen             | 105 St.    | 81 St.     | 8.951 St.  |

| Einwohnerzahl       | 11.083   |
| Versorgte Fläche    | 6,2 km²  |
| Geografische Fläche | 53,6 km² |

#### Gasnetz in Oelsnitz
1995 übernahmen die Stadtwerke die Versorgung der Oelsnitzer Bürger, der ortsansässigen Gewerbebetriebe sowie der sich neu ansiedelnden Industriebetriebe mit Erdgas. Zum Zeitpunkt der Übernahme wurden überwiegend Haushalte versorgt, die das Erdgas zum Kochen verwendeten. Heute werden mehr als 50 % des Erdgases an Industrie- und Gewerbekunden geliefert. Ein Großteil des restlichen Erdgases wird von Privatkunden zu Heizzwecken, zur Warmwasserbereitung und zum Kochen genutzt.
Um alle Kunden ausreichend versorgen zu können, sind im Versorgungsgebiet drei Übernahmestationen und 17 Druckregelanlagen installiert. Diese halten den Gasdruck im Versorgungsnetz der Stadtwerke auf einem konstanten Druckniveau.
Das Gas wird über 14 km Hochdruckleitungen, 13 km Mitteldruckleitungen, 51 km Niederdruckleitungen und nahezu 2.000 Hausanschlüsse an mehr als 2.500 Kunden verteilt und an die einzelnen Verbrauchsstellen geführt.
Mehr als die Hälfte aller Gasleitungen sind erneuert worden. Hierbei kam als Rohrmaterial ausschließlich PE 100 zum Einsatz. Die letzten bruchgefährdeten Graugussleitungen wurden vor mehreren Jahren stillgelegt.
Strukturmerkmale des Gasverteilnetzes
Stand: 31. Dezember 2012
| Strukturmerkmal                                                               | Wert        |
| ----------------------------------------------------------------------------- | ----------- |
| Länge des Gasleitungsnetzes Hochdruck                                         | 14,24 km    |
| Länge des Gasleitungsnetzes Mitteldruck                                       | 12,97 km    |
| Länge des Gasleitungsnetzes Niederdruck                                       | 51,07 km    |
| Länge des Hochdrucknetzes Klasse A; DN ab 1.000 mm                            | 0 km        |
| Länge des Hochdrucknetzes Klasse B; DN von 700 mm bis 1.000 mm                | 0 km        |
| Länge des Hochdrucknetzes Klasse C; DN von 500 mm bis 700 mm                  | 0 km        |
| Länge des Hochdrucknetzes Klasse D; DN von 350 mm bis 500 mm                  | 0 km        |
| Länge des Hochdrucknetzes Klasse E; DN von 225 mm bis 350 mm                  | 0 km        |
| Länge des Hochdrucknetzes Klasse F; DN von 110 mm bis 225 mm                  | 6,103 km    |
| Länge des Hochdrucknetzes Klasse G; DN kleiner 110 mm                         | 8,137 km    |
| Im Vorjahr durch Weiterverteiler und Letztverbraucher entnommene Jahresarbeit | 120.408 MWh |
| Anzahl der Ausspeisepunkte Hochdruck                                          | 50 St.      |
| Anzahl der Ausspeisepunkte Mitteldruck                                        | 198 St.     |
| Anzahl der Ausspeisepunkte Niederdruck                                        | 1.505 St.   |

### Wärmeversorgung in Oelsnitz
Mit der Inbetriebnahme des Heizwerkes 1993 wurde die Grundlage für eine energiesparende und somit umweltfreundliche Versorgung mit Wärme und Warmwasser geschaffen. Diese versorgt die Neubaugebiete Otto-Riedel-Straße und Adolf-Damaschke-Straße sowie mehrere öffentliche Einrichtungen.
15 Einzelstationen in der Stadt Oelsnitz sorgen ebenfalls für Wärme sowie Warmwasser in öffentlichen Einrichtungen und Wohngebäuden. Im September 2007 ist ein Nahwärmeverbund in Betrieb genommen worden, welcher die Mittelschule und deren Nebeneinrichtungen, die Grundschule und die Katharinenkirche neben Heiztechnik zusätzlich mit Solarwärme versorgt.

### Bauhof der Stadt Oelsnitz
Zu den Aufgaben und Dienstleistungen der 13 Bauhof-Mitarbeiter gehören unter anderem Straßenreinigung, Papierkorbentleerung, Pflege von Park- und Grünanlagen, Unterhaltungsarbeiten in städtischen Gebäuden, auf Spielplätzen und Sportanlagen sowie Reparatur und Wartung städtischer Verkehrseinrichtungen, Durchführung des Räum- und Streudienstes und Mitwirkung bei der Vorbereitung von städtischen Veranstaltungen.
Zu pflegende Standorte in Zahlen:
| Park- u. Grünanlagen | 196.750 m² |
| Gehölzflächen        | 4.300 m²   |
| Hecken               | 3.500 m²   |
| Straßen              | 79 km      |
| Spielplätze          | 7.100 m²   |
| Parkplätze           | 25.820 m²  |
| Bürgersteige         | 12,8 km    |
| Papierkörbe          | 166 St.    |

### Sonstige Dienstleistungen
Drei Sporthallen und fünf Sportplätze werden seit dem Jahr 2003 von den Stadtwerken als Verwalter betreut. Eigentümer der Anlagen ist die Stadt Oelsnitz.
Im Jahr 2003 übernahmen die Stadtwerke die fünf Hausmeister der Stadt Oelsnitz. Sie bewältigen Aufgaben im Bereich Reinigung, Instandhaltung und Reparaturen, Kontrolle und Schließdienst sowie Grünpflege und Winterdienst auf dem Gelände der örtlichen Schulen und KiTas.

## Konzessions- und Versorgungsgebiete

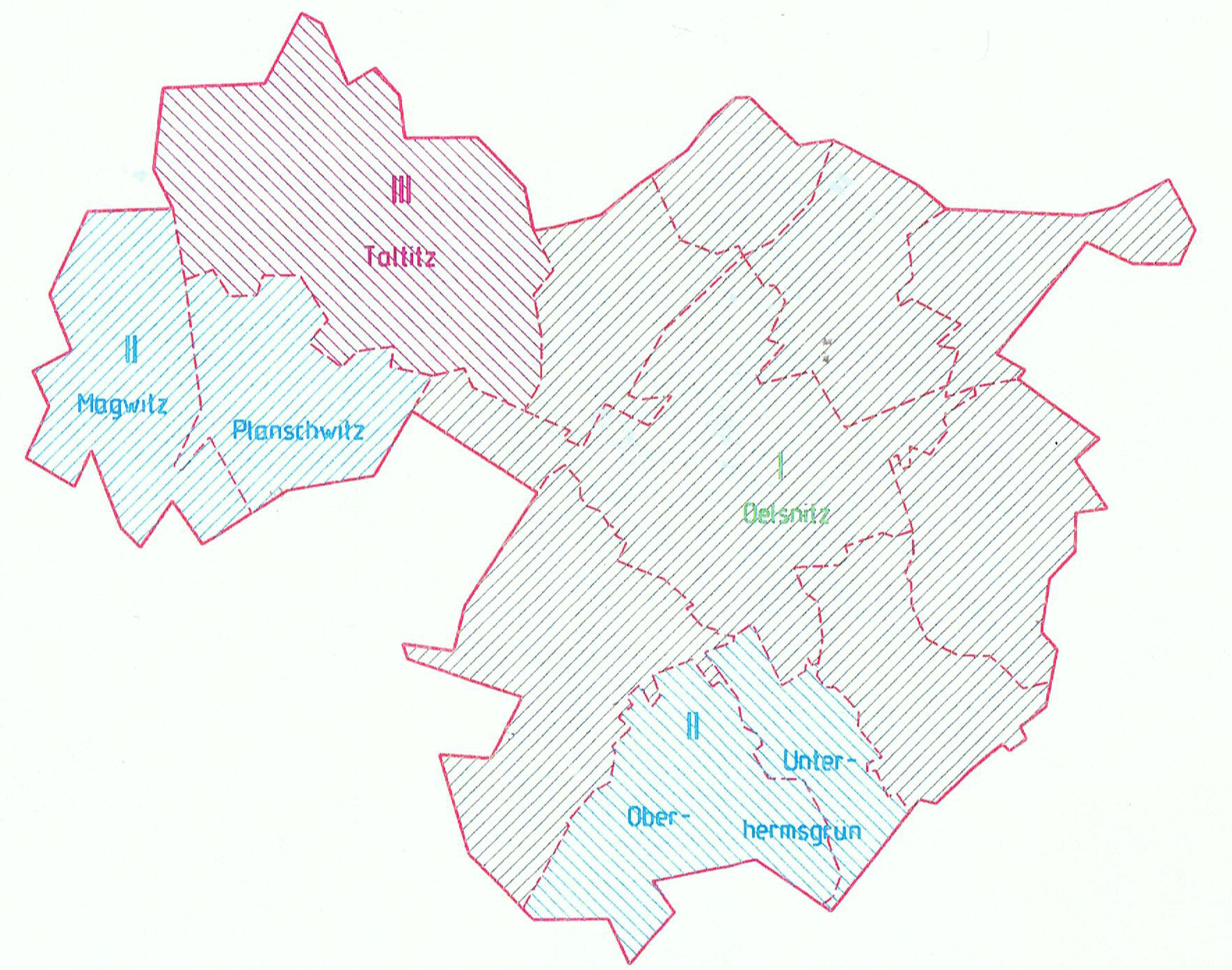
Konzessionsgebiete der Stadtwerke

Zum 1. Juli 2012 wurde der Grundversorger für das Netzgebiet der Stadtwerke Oelsnitz für Strom und Gas festgestellt. Nach Auswertung der Daten wurde festgestellt, dass die Grundversorgung ab 1. Januar 2013 für die kommenden drei Jahre durch die Stadtwerke OELSNITZ/V. GmbH durchgeführt wird. Dies gilt für Haushaltskunden gemäß § 23 EnWG und deren Versorgung nach allgemeinen Bedingungen und allgemeinen Preisen in Niederspannung und Niederdruck im Netzgebiet der Stadtwerke OELSNITZ/V. GmbH.

### Kommunale Energiedienstleistungsgesellschaft Südsachsen mbH (KES)
KES ist eine Gesellschaft der Stadtwerke Meiningen GmbH, der Stadtwerke OELSNITZ/V. GmbH, der Stadtwerke Olbernhau GmbH, der Stadtwerke Schneeberg GmbH und der Stadtwerke Werdau GmbH. Kooperationspartner sind die Stadtwerke Schkeuditz GmbH. Sitz der Gesellschaft ist Schneeberg.
Mit der Liberalisierung der Energiemärkte im Jahr 1998 setzten die Stadtwerke auf die Unternehmereigenschaft und damit Eigenständigkeit und Konzernfreiheit.
Die Gesellschaft kauft gemeinsam Strom und Gas am europäischen Markt und an den Börsen in Paris und Leipzig. Vier Händler und Portfoliomanager sichern eine möglichst risikoarme Beschaffung und Optimierung.
Das Rechenzentrum gewährleistet alle betriebs- und energiewirtschaftlichen Voraussetzungen als unabhängige Marktteilnehmer. Eine feste telekommunikative Datenverbindung sichert den Zugriff für die Stadtwerke der Gruppe.
Die Gesellschaft arbeitet zusammen auch an Projekten, wie etwa dem ersten deutschen petrothermales Tiefengeothermieprojekt in kristallinem Gestein.
Die KES-Stadtwerke unterstützen ihre Region durch Spenden, Sponsoring und Marketingaktivitäten.

## Erneuerbare Energien

### Freibad Elstergarten

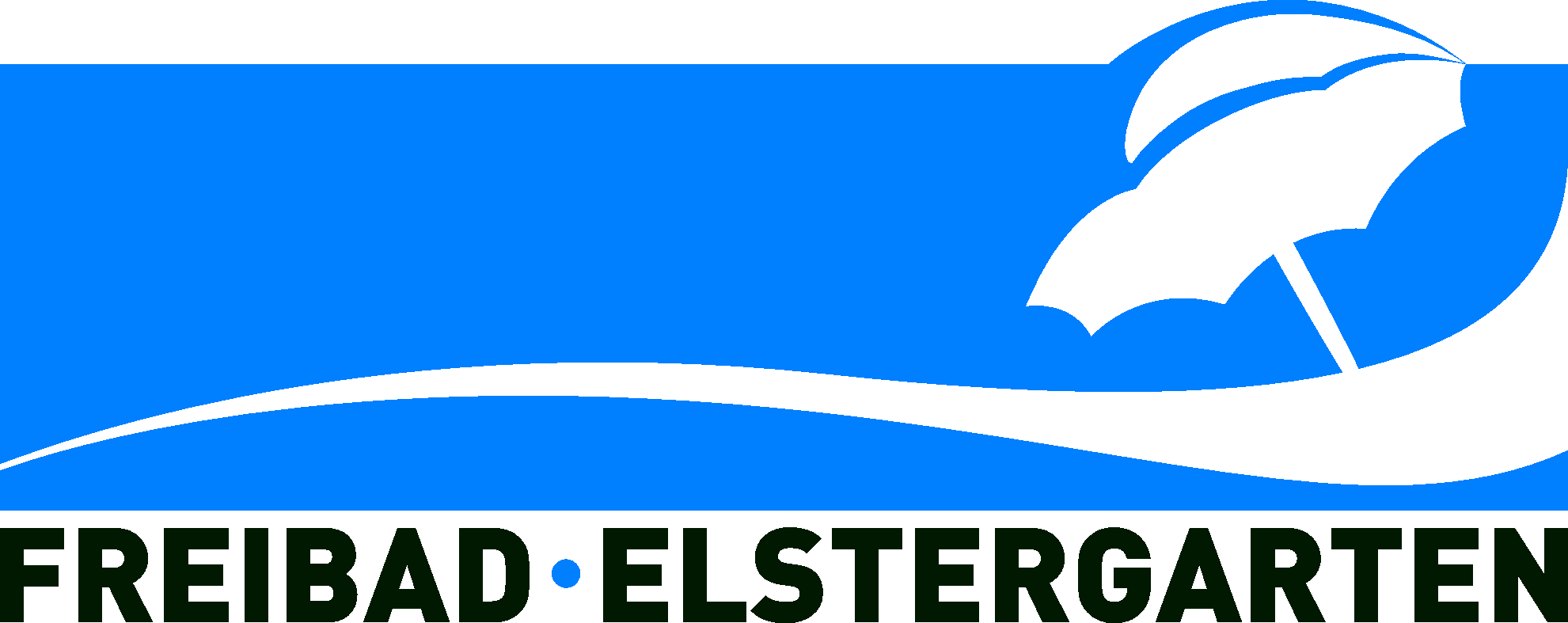
Logo Freibad Elstergarten

Zwischen 2004 und 2006 wurde das Oelsnitzer Freibad umfangreich rekonstruiert und neu gestaltet. Entstanden ist das Freibad Elstergarten.
Das Gesamtkonzept sichert mittels einer Photovoltaikanlage von 2.500 m² Einnahmen durch die Stromerzeugung und -einspeisung. Das Badewasser wird zudem durch ein kleines Blockheizkraftwerk temperiert. Neben dieser betriebswirtschaftlichen Prämisse galt es, ein außergewöhnliches Gestaltungskonzept in die Tat umzusetzen. So sollten Sport, Natur sowie Kunst und Kultur auf einen Nenner gebracht werden. Und das alles bei Erhalt der alten Umkleidekabinen, die noch aus den ersten Jahren des vorigen Jahrhunderts stammen.

### Mittelschule Oelsnitz
Die Photovoltaikanlage auf dem Dach der Mittelschule Oelsnitz besteht aus 58 Solarmodulen mit einer Gesamtleistung von 9.200 Watt und einer Jahresleistung von über 10.000 kWh. Das entspricht dem Jahresbedarf von fünf Haushalten oder der benötigten Elektroenergie von 60 PCs. Die Lebensdauer der Module beträgt mindestens 30 Jahre. In dieser Zeit werden voraussichtlich 30.000 Liter Heizöl und fast 80 Tonnen CO2 gespart.

## Ausbildung
Die Stadtwerke Oelsnitz bilden Anlagenmechaniker, Industriekaufleute und Elektroniker für Betriebstechnik aus.